# NGC 2685
NGC 2685 é uma galáxia espiral barrada (SB0-a) localizada na direcção da constelação de Ursa Major. Possui uma declinação de +58° 44' 05" e uma ascensão recta de 8 horas, 55 minutos e 34,9 segundos.
A galáxia NGC 2685 foi descoberta em 18 de Agosto de 1882 por Ernst Wilhelm Leberecht Tempel.